# Avdulah Hoti
Avdulah Hoti (Rahovec, Kosovo, 4. veljače 1976.), kosovski političar te izabrani premijer Kosova od 3. lipnja 2020. godine.